# Kutaisi
Kutaisi (gruzinsko ქუთაისი [kʰutʰɑisi]) je tretje najbolj naseljeno mesto v Gruziji in tradicionalno drugo po pomembnosti po glavnem mestu Tbilisiju. Je 221 kilometrov zahodno od Tbilisija ob reki Rioni in je glavno mesto zahodne regije Imeretije. Zgodovinsko je bil eno večjih mest Gruzije, v srednjem veku je bil glavno mesto Kraljevine Gruzije in pozneje glavno mesto Kraljevine Imeretije. V prizadevanju za decentralizacijo gruzijske vlade je bil Kutaisi od oktobra 2012 do decembra 2018 sedež gruzijskega parlamenta.

## Zgodovina
Arheološki dokazi kažejo, da je bilo mesto v 6. do 5. stoletju pred našim štetjem glavno mesto kraljestva Kolhide. Verjame se, da je v Argonavtiki, grški epski pesnitvi o Jazonu in Argonavtih in njihovi poti v Kolhido, avtor Apolonij Rodoški smatral Kutaisi za končno postajo in tudi rezidenco kralja Ejeta.
Kasneje je bilo glavno mesto kraljestva Lazika, dokler ga na kratko niso zasedli Arabci. Arabski vpad v zahodno Gruzijo so Abhazi skupaj z lazijskimi in iberskimi zavezniki leta 736 odbili. Do leta 786 je Leon II. Abhazijski dosegel popolno neodvisnost od Bizanca in prestolnico prenesel v Kutaisi ter tako združil Laziko in Abasgijo prek dinastične zveze. Slednja je vodila poenotenje gruzijske monarhije v 11. stoletju.
Od leta 1008 do 1122 je Kutaisi služil kot glavno mesto združenega kraljestva Gruzije, od 15. stoletja do leta 1810 pa je bilo glavno mesto Imeretskega kraljestva. Leta 1508 je mesto osvojil Selim I., ki je bil sin Bajazida II., sultana Osmanskega cesarstva.
V 17. stoletju so imeretski kralji pogosto prosili Rusko cesarstvo, naj jim pomagajo v boju za neodvisnost od Osmanov. Nobeden od pozivov ni bil uslišan, saj Rusija ni hotela pokvariti odnosov s Turčijo. Šele leta 1768 je vlada Katarine Velike poslala čete generala Gottlieba Heinricha Totlebena, da so se pridružile silam kralja Heraklija II. Gruzijskega, ki so si nameravale z rusko pomočjo povrniti osmanske južne gruzijske dežele. Totleben je pomagal kralju Salomonu I. Imeretskemu, da je 6. avgusta 1770 obnovil prestolnico Kutaisi.
Rusko-turške vojne so se leta 1810 končale z aneksijo Imeretskega kraljestva k Ruskemu cesarstvu. Mesto je bilo glavno mesto Kutaiške gubernije, ki je obsegala večji del zahodne Gruzije. Marca 1879 je bilo mesto prizorišče sojenja krvne klevete, ki je pritegnila pozornost po vsej Rusiji; deset obtoženih Judov je bilo oproščenih.
Kutaisi je bil pomembno industrijsko središče do razglasitve neodvisnosti Gruzije 9. aprila 1991. Neodvisnosti je sledil gospodarski zlom države, zato so si morali številni prebivalci Kutaisija poiskati delo v tujini. Med ostalim prebivalstvom je prevladala drobna trgovina.
Leta 2011 je predsednik Gruzije Miheil Saakašvili podpisal predlog spremembe ustave, ki je prestavil parlament v Kutaisi. 26. maja 2012 je Saakašvili v Kutaisiju otvoril novo stavbo parlamenta. To je bilo storjeno v prizadevanju za decentralizacijo oblasti in preusmeritev političnega nadzora bliže Abhaziji, po drugi strani pa so potezo kritizirali kot marginalizacijo zakonodajne oblasti, pa tudi zaradi rušenja sovjetskega vojnega spomenika na lokaciji nove stavbe.

## Geografija
Kutaisi leži ob obeh bregovih reke Rioni na nadmorski višini 125–300 metrov. Na vzhodu in severovzhodu ga omejuje nizkogorska Okriba, na severu pogorje Samgurali, na zahodu in jugu pa Kolhidska nižina.
Na severovzhodu in severozahodu mesto obdajajo listnati gozdovi. Nizko ležeče obrobje mesta je v glavnem kmetijska pokrajina. V središču mesta je veliko vrtov, njegove ulice so obložene z visokimi listnatimi drevesi. Spomladi, ko se sneg začne taliti v bližnjih gorah, se na daleč sliši grmenje reke Rioni sredi mesta.
Kutaisi ima vlažno subtropsko podnebje (Cfa) z jasno izraženim obalnim/monsunskim tokom (značilnim za Kolhidsko nižino) v jesenskih in zimskih mesecih. Poletja so na splošno vroča in razmeroma suha, zime pa vlažne in hladne. Povprečna letna temperatura v mestu je 14,8 stopinje Celzija. Januar je najhladnejši mesec s povprečno temperaturo 5,4 stopinje Celzija, avgust pa najtoplejši mesec s povprečno temperaturo 24,7 stopinje Celzija. Absolutna najnižja zabeležena temperatura je –17,0 °C, absolutna najvišja pa 43,1 °C.
Povprečna letna količina padavin je okrog 1500 mm. Dež lahko pade v vsakem letnem času. Pozimi so v mestu pogoste močne snežne padavine (30 cm ali več snega na en metež ni redkost), vendar snežna odeja po navadi ne zdrži več kot teden dni. Poleti piha močan vzhodni veter, ki se spušča iz bližnjih gora.

## Gospodarstvo
Glavne gospodarske dejavnosti v mestu so trgovina, industrija in transport. V industriji prevladujejo: 
- prehrambena industrija (proizvodnja mesa, mlečnih izdelkov, mineralov in pijač),
- lesna industrija (pohištvo in gradbeni material),
- avtomobilska industrija (kmetijska mehanizacija, tovornjaki, deli za avtomobile, dvigala),
- proizvodnja apna, cementa, barv,
- obrti (proizvodnja naravne svile, preprog).

## Znamenitosti
Znamenitost mesta je porušena Bagratijeva stolnica, ki jo je v zgodnjem 11. stoletju zgradil kralj Bagrat III. Gruzijski. Nekaj kilometrov vzhodno od mesta je samostan Gelati, ki je na seznamu Unescove svetovne dediščine. Ena izmed znamenitih cerkva v Gruziji je samostan Mocameta. Poimenovan je po dveh svetnikih, bratih Davidu in Konstantinu. Bila sta margvetski vojvodi in so ju v 8. stoletju mučili arabski napadalci. Poleg cerkva je v Kutaisiju še veliko zanimivih krajev, kot so: jama Sataplia, kjer si je mogoče ogledati stopinje dinozavrov; razvaline palače Geguti, ki je bila ena od rezidenc gruzijskih monarhov; Okros Čardahi - palača gruzijskih kraljev in Panteon, kjer je pokopanih veliko pomembnih državljanov. Zanimiva je tudi sinagoga Kutaisi, ki je bila zgrajena leta 1885.
V Kutaisiju so še:
1. Državni zgodovinski muzej
2. Muzej športa
3. Muzej borilnih veščin
4. Muzej Zakarije Paliašvilija
5. Državni zgodovinski arhiv
6. Državna znanstvena univerzalna knjižnica
7. Državna univerza Akaki Cereteli

## Pobratena mesta
Kutaisi je pobraten z naslednjimi mesti:
- Gjumri, Armenija
- Aškelon, Izrael
- Bayonne, Francija
- Columbia, Missouri, ZDA
- Dnipro, Ukrajina
- Doneck,  Ukrajina
- Gandža, Azerbajdžan[5]
- Karşıyaka, Turčija
- Harkov, Ukrajina
- Lvov, Ukrajina
- Newport, Wales[6]
- Nikaia, Grčija
- Plovdiv, Bolgarija
- Poznan, Poljska[7]
- Rašt, Iran
- Samsun, Turčija
- Tianjin, Kitajska
- Vitoria-Gasteiz, Španija
- Xinhua, Kitajska